# Puig de les Forques (Aiguamúrcia)
El Puig de les Forques és una muntanya de 800 metres que es troba al municipi d'Aiguamúrcia, a la comarca de l'Alt Camp.